# Sakakawea (jezioro)
Sakakawea (ang. Lake Sakakawea) – sztuczne jezioro na rzece Missouri w Stanach Zjednoczonych, w zachodniej części stanu Dakota Północna. Drugi pod względem powierzchni sztuczny zbiornik wodny na terenie Stanów Zjednoczonych (po Oahe), a trzeci pod względem objętości (po Mead i Powell).
Zajmuje powierzchnię 1242 km², objętość wynosi 29,4 mld m³. Rozciąga się na długości około 286 km. Głębokość sięga 55 m. Lustro wody znajduje się na wysokości 561 m n.p.m.
Jezioro zostało stworzone w latach 1953–1956 poprzez budowę zapory wodnej Garrison. Za jej budowę odpowiadał Korpus Inżynieryjny Armii Stanów Zjednoczonych. Główne funkcje zbiornika to gromadzenie wód na potrzeby irygacji i energetyki wodnej oraz ochrona przeciwpowodziowa.
Znajduje się w granicach sześciu hrabstw – Dunn, McLean, Mercer, McKenzie, Mountrail oraz Williams. Większe miejscowości nad jeziorem to New Town, Garrison oraz – po obu stronach zapory Garrison – Riverdale i Pick City. Na zachodzie jezioro sięga okolic miasta Williston. Środkowa część jeziora objęta jest przez rezerwat Indian Fort Berthold. Do jeziora uchodzi rzeka Little Missouri.
Nazwa jeziora upamiętnia indiańską przewodniczkę o imieniu Sakakawea (Sacajawea), która uczestniczyła w ekspedycji Lewisa i Clarka.